# Китанчево
Кита́нчево (болг. Китанчево) — село в Разградській області Болгарії. Входить до складу общини Ісперих.

## Населення
За даними перепису населення 2011 року у селі проживали 1464 особи.
Національний склад населення села:
| Національність   | Кількість осіб | Відсоток |
| ---------------- | -------------- | -------- |
| турки            | 888            | 73,9%    |
| цигани           | 272            | 22,6%    |
| болгари          | 24             | 2,0%     |
| Всього відповіли | 1201           |          |

Розподіл населення за віком у 2011 році:
Динаміка населення: